# Марьино (Ломоносовский район)
Ма́рьино (фин. Myllysi) — деревня в Низинском сельском поселении Ломоносовского района Ленинградской области.

## Название
Деревня Марьино была названа в честь Марии Николаевны, дочери Николая Первого.

## История
На «Топографической карте окрестностей Санкт-Петербурга» Военно-топографического депо Главного штаба 1817 года обозначена деревня Милюзи, состоящая из 7 крестьянских дворов.
На карте Санкт-Петербургской губернии Ф. Ф. Шуберта 1834 года упоминается деревня Миллюзи.

МИЛЮЗИ — деревня принадлежит ведомству Петергофского дворцового правления, число жителей по ревизии: 28 м. п., 20 ж. п. (1838 год)

В пояснительном тексте к этнографической карте Санкт-Петербургской губернии П. И. Кёппена 1849 года она записана как деревня Myllysi (Милюзи, Миллюзи) и указано количество её жителей на 1848 год: эурямёйсет — 34 м. п., 43 ж. п., всего 77 человек.

МАРИИНО — деревня Петергофского дворцового правления, по просёлочной дороге, число дворов — 16, число душ — 37 м. п. (1856 год)

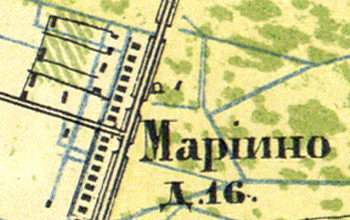
План деревни Марьино. 1860 год

Согласно «Топографической карте частей Санкт-Петербургской и Выборгской губерний» 1860 года деревня называлась Мариино и насчитывала 16 крестьянских дворов.

МАРИИНО (МИЛЛЮЗИ) — деревня удельная при колодце, число дворов — 14, число жителей: 45 м. п., 49 ж. п. (1862 год)

В 1885 году согласно карте окрестностей Петербурга, деревня снова насчитывала 16 дворов.
Согласно материалам по статистике народного хозяйства Петергофского уезда 1887 года мыза Марьино площадью 276 десятин принадлежала наследникам местных крестьян П. Петрова и В. Романова, она была приобретена в 1877 году за 5300 рублей.
В конце XIX века деревня административно относилась к Ропшинской волости 1-го стана Петергофского уезда Санкт-Петербургской губернии, в начале XX века — 2-го стана. По приходским данным население деревни было исключительно финским.
К 1913 году количество дворов в деревне увеличилось до 25.
С 1917 по 1921 год деревня входила в состав Марьинского сельсовета Бабигонской волости Петергофского уезда.
С 1921 года в составе Олинского сельсовета.
С 1922 года в составе Стрельнинской волости.
С 1923 года в составе Мишинского сельсовета Троцкого уезда.
Согласно данным переписи населения СССР 1926 года в деревне Марьино проживали 137 человек — все финны.
С 1927 года в составе Урицкого района.
С 1928 года в составе Бабигонского сельсовета Ораниенбаумского района.
По данным 1933 года деревня называлась Мариино и входила в состав Бабигонского финского национального сельсовета Ораниенбаумского района.

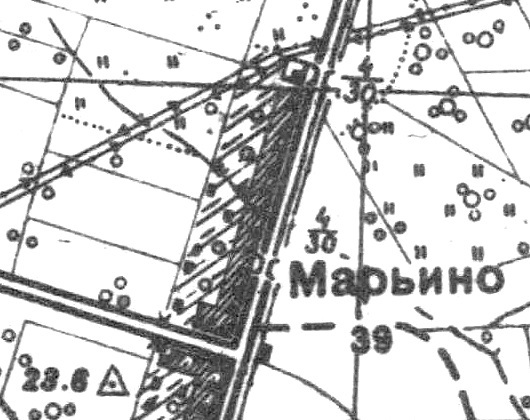
План деревни Марьино. 1939 год

Согласно топографической карте 1939 года деревня называлась Марьино и насчитывала 39 дворов.
С 1 августа 1941 года по 31 декабря 1943 года деревня находилась в оккупации.
С 1963 года в составе Гатчинского района.
С 1965 года вновь в составе Ломоносовского района. В 1965 году население деревни Марьино составляло 596 человек.
По данным 1966, 1973 и 1990 годов деревня Марьино также входила в состав Бабигонского сельсовета.
В 1997 году в деревне Марьино проживали 105 человек, деревня входила в состав Бабигонской волости с административным центром в деревне Низино, в 2002 году — 68 человек (русские — 88 %), в 2007 году — 113.

## География
Деревня находится в северо-восточной части района на автодороге 41К-138 (Ропша — Марьино) (Ропшинское шоссе) в месте примыкания к ней автодороги 41К-623 (Марьино — Сашино).
Расстояние до административного центра поселения — 6 км.
Расстояние до ближайшей железнодорожной станции Новый Петергоф — 7 км.
Деревня находится на левом берегу реки Чёрная.

## Демография
| 1862 | 2002 | 2007 | 2010 | 2017 |
| ---- | ---- | ---- | ---- | ---- |
| 94   | ↘68  | ↗113 | ↘112 | ↘100 |

## Достопримечательности
В непосредственной близости от деревни Марьино (по направлению к деревне Низино) находится дворец «Бельведер» (архитектор А. И. Штакеншнейдер), построенный во времена Николая I.

## Улицы
Денисовская, Заречная, Малая Заречная, Средняя Заречная.